# Рутгер I (граф Клеве)
Рутгер I (нем. Rutger I. von Kleve) — считается первым правителем графства Клеве, образованного в 1020 или 1025 году в результате раздела графства Хамаланд.
Рутгер I был братом Герхарда Фламенса, от которого ведут свой род графы Гелдерна. Герхард, в свою очередь, был зятем последнего графа Хамаланда Дитриха.
Продолжительность правления Рутгера I неизвестна и датируется приблизительно 1020—1050 годами. Его жену звали Вацела Лотарингская.